# Neillia ribesioides
Neillia ribesioides là loài thực vật có hoa trong họ Hoa hồng. Loài này được Rehder mô tả khoa học đầu tiên năm 1913.

## Hình ảnh

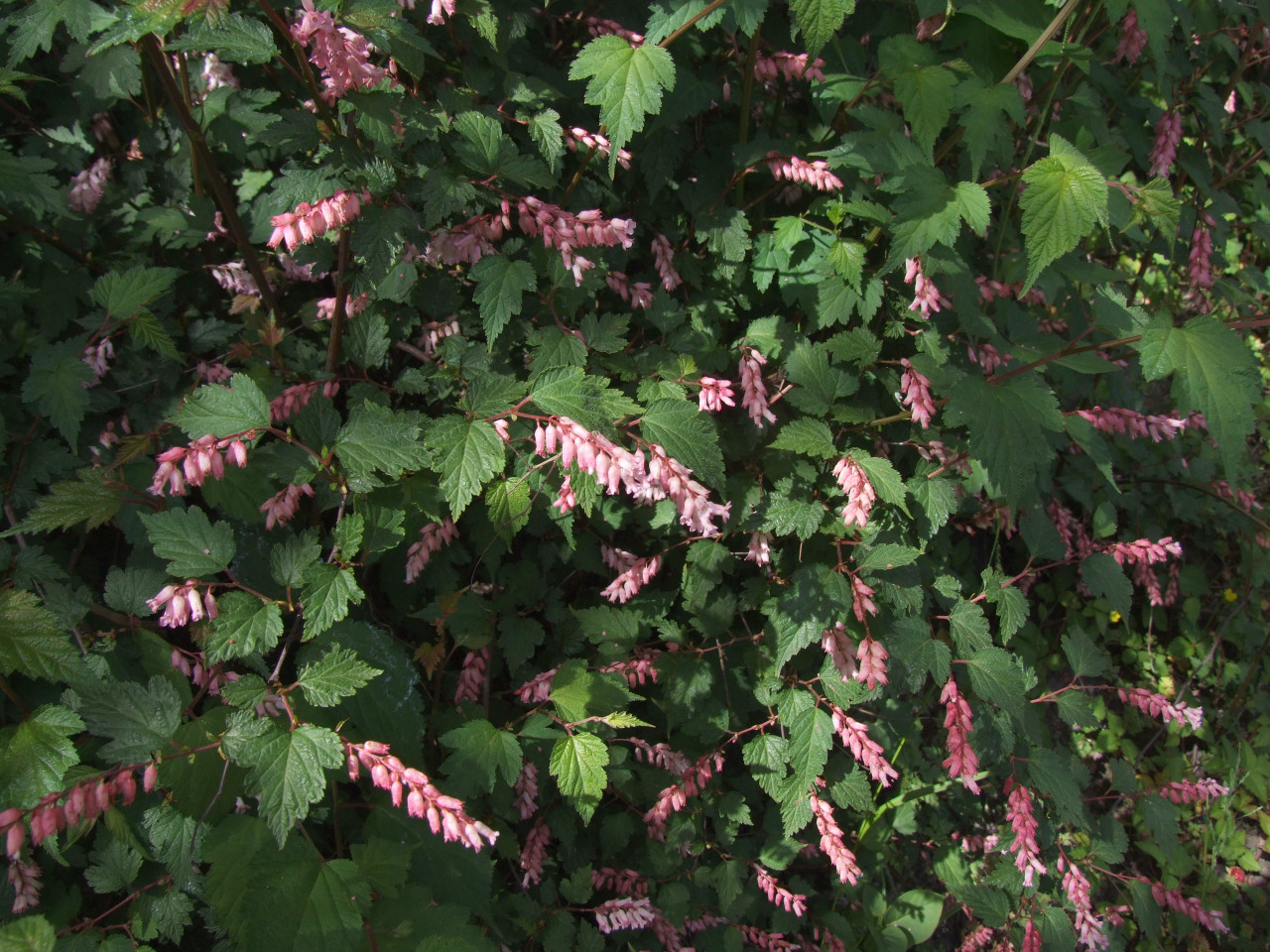